# كروا دو شافو (مترو باريس)
كروا دو شافو (بالفرنسية: Croix de Chavaux)‏ هي محطة مترو تابعة لمترو باريس تقع في فرنسا في مونتروي ، سين سان دوني.[بحاجة لمصدر]